# Francisco Umbral
Francisco Alejandro Pérez Martínez (Madrid, 11 de mayo de 1932-Boadilla del Monte, Madrid, 28 de agosto de 2007), más conocido como Francisco Umbral o Paco Umbral, fue un novelista, columnista, poeta, periodista, biógrafo y ensayista español. Es autor de Mortal y rosa, uno de sus mejores títulos, publicado en 1975.

## Biografía
Francisco Umbral  nació el 11 de mayo de 1932 en Madrid, España, a donde se había trasladado su madre,  Ana María Pérez Martínez, residente en Valladolid para evitar habladurías al estar embarazada sin haberse casado tras mantener una relación con Alejandro Urrutia, un abogado cordobés padre del poeta Leopoldo de Luis, con quien trabajaba como secretaria.   Ana María Pérez dio a luz  en el hospital benéfico de la Maternidad, entonces situado en la calle de Mesón de Paredes, en el barrio de Lavapiés de la capital de España. como acreditó la profesora Anna Caballé en su biografía Francisco Umbral. El frío de una vida.
El desapego y distanciamiento de su madre respecto a él habría de marcar su dolorida sensibilidad. Pasó sus primeros cinco años en la localidad vallisoletana de Laguna de Duero y fue muy tardíamente escolarizado, según se dice por su mala salud, cuando ya contaba diez años; no terminó la educación general porque ello exigía presentar su partida de nacimiento y desvelar su origen. El niño era sin embargo un lector compulsivo y autodidacta de todo tipo de literatura, y empezó a trabajar a los catorce años como botones en un banco.
En Valladolid comenzó a escribir en la revista Cisne, del SEU, y asistió a lecturas de poemas y conferencias. Emprendió su carrera periodística en 1958 en El Norte de Castilla promocionado por Miguel Delibes, quien se dio cuenta de su talento para la escritura. Más tarde se traslada a León para trabajar en la emisora La Voz de León y en el diario Proa y colaborar en El Diario de León. Por entonces sus lecturas son sobre todo poesía, en especial Juan Ramón Jiménez y poetas de la generación del 27, pero también Valle-Inclán, Ramón Gómez de la Serna y Pablo Neruda.
El 8 de septiembre de 1959 se casó con María España Suárez Garrido, posteriormente fotógrafa de El País, y ambos tuvieron un hijo en 1968, Francisco Pérez Suárez «Pincho», que falleció con tan solo seis años de leucemia, hecho del que nació su libro más lírico, dolido y personal: Mortal y rosa (1975). Eso inculcó en el autor un característico talante amargo y envarado, absolutamente entregado a la escritura, que le suscitó no pocas polémicas y enemistades.
En 1961 marchó a Madrid como corresponsal del suplemento cultural y chico para todo de El Norte de Castilla, y allí frecuentó la tertulia del Café Gijón, en la que recibiría la amistad y protección de los escritores José García Nieto y, sobre todo, de Camilo José Cela, gracias al cual publicaría sus primeros libros. Describiría esos años en La noche que llegué al café Gijón. Se convertiría en pocos años, usando los seudónimos Jacob Bernabéu y Francisco Umbral, en un cronista y columnista de prestigio en revistas como La Estafeta Literaria, Mundo Hispánico (1970-1972), Ya, El Norte de Castilla, Por Favor, Siesta, Mercado Común, Bazaar (1974-1976), Interviú, La Vanguardia, etcétera, aunque sería principalmente por sus columnas en los diarios El País (1976-1988), en Diario 16, en el que empezó a escribir en 1988, y en El Mundo, en el que escribió desde 1989 la sección Los placeres y los días. En El País fue uno de los cronistas que mejor supo describir el movimiento contracultural conocido como movida madrileña. Alternó esta torrencial producción periodística con una regular publicación de novelas, biografías, crónicas y autobiografías testimoniales; en 1981 hizo una breve incursión en el verso con Crímenes y baladas. En 1990 fue candidato, junto a José Luis Sampedro, al sillón F de la Real Academia Española, apadrinado por Camilo José Cela, Miguel Delibes y José María de Areilza, pero fue elegido Sampedro.
Ya periodista y escritor de éxito, colaboró con los periódicos y revistas más variadas e influyentes en la vida española. Esta experiencia está reflejada en sus memorias periodísticas Días felices en Argüelles (2005). Entre los diversos volúmenes en que ha publicado parte de sus artículos pueden destacarse en especial Diario de un snob (1973), Spleen de Madrid (1973), España cañí (1975), Iba yo a comprar el pan (1976), Los políticos (1976), Crónicas postfranquistas (1976), Las Jais (1977), Spleen de Madrid-2 (1982), España como invento (1984), La belleza convulsa (1985), Memorias de un hijo del siglo (1986), Mis placeres y mis días (1994).
En 1997 fue condenado a multa de 900.000 pesetas y una indemnización de un millón a la primera mujer del poeta Blas de Otero, Yolanda Pina Cervantes, a la que llamó "puta cubana" en una obra suya.
En 2003, sufrió una grave neumonía que hizo temer por su vida. Murió de un fallo cardiorrespiratorio el 28 de agosto de 2007 en el hospital de Montepríncipe, en la localidad de Boadilla del Monte (Madrid), a los setenta y cinco años de edad. Fue incinerado y sus cenizas reposan en la sepultura de su hijo Francisco (fallecido a los 6 años) en el Cementerio de la Almudena de Madrid.

## Estilo literario
Su calidad literaria viene dada por su fecundidad creativa, su sensibilidad lingüística y la extrema originalidad de su estilo, muy impresionista, de sintaxis muy suelta, metafóricamente muy elaborado y complejo, flexible para los matices más esquivos de la actualidad, abundante en neologismos y alusiones intertextuales y, en suma, de una exigente calidad lírica y estética. Esta particularidad le hace especialmente intraducible y en consecuencia es un autor apenas vertido a otros idiomas y casi desconocido en el extranjero. Francisco Umbral es «uno de los primeros prosistas de la lengua española del siglo XX», según Fernando Lázaro Carreter, y Miguel Delibes lo califica como «el escritor más renovador y original de la prosa hispánica actual».[cita requerida] Por otro lado, Arturo Pérez-Reverte señala entre sus defectos la superficialidad y el plagio. Mientras que Ricardo de la Cierva calificó a Umbral y a Fernando Savater como «intelectuales de pandereta» que pugnaron en las páginas de El País «por el récord del despropósito que antes se llamaba blasfemia».
Mas Francisco Umbral posee[¿según quién?] la característica esencial de los grandes escritores: un gran poder de síntesis, que a menudo muchos solo perciben en su parte satírica. Por ejemplo, cuando formula juicios atrabiliarios sobre grandes escritores: "Baroja fue un escritor de mesa camilla, sin recursos ni imaginación, sin gran interés por el mundo ni para el mundo"; "Antonio Machado era un zapatero remendón"; "Leopoldo Alas "Clarín" fue un crítico que hoy resulta de una vulgaridad casi intolerable"; "Luis Cernuda era gran poeta y mala persona"; "Rosa Chacel es una bruja cruzada de Mary Poppins"; "Francisco Ayala es la mínima cantidad de escritor que puede darse en un escritor" o "De Salvador de Madariaga dijo Ortega, y dijo bien, que era un tonto en cinco idiomas"; esta manera ácida (y al mismo tiempo afectiva) de referirse a los demás tiene que ver con lo que llamaba él "la rosa y el látigo" (título de una antología preparada por él mismo de sus textos), pues no en vano definía la ironía como "la ternura de la inteligencia"; su abrupta sinceridad le servía para épater le bourgeois con este tipo de oxímoros y boutades. Por otra parte, sus extensísimas lecturas, particularmente de poesía lírica, le deparaban siempre tres admirados puntos de orientación en la prosa: Ramón María del Valle-Inclán, Ramón Gómez de la Serna y Marcel Proust.
El crítico Diego Vadillo López teorizaba acerca de algunas de las claves de la eufonía y musicalidad de la prosa umbraliana en Francisco Umbral. El oferente de retales preciosos (Manuscritos, 2020) y aducía el entreverado de una serie de medidas versales en los formatos prosísticos: “era bastante dado a la inserción, al entreverado, de vetas versales por entre la fronda de sus discriminadas prosas, motivo por el cual, una vez entras a hacer senderismo lector-descifrador por tan edificantes parajes, no es extraño, si vas un poco alerta y preavisado, que halles un endecasílabo o un alejandrino” (pp. 13-14).
El propio Vadillo, en su libro Francisco Umbral. El veedor de númenes (2025) se refiere al particular orbe creado por Umbral, y lo refiere como "el ruedo umbralí", apuntando: "Como en el valleinclaniano, en el ruedo umbralí vienen a comparecer los más destacables acontecimientos y personajes que sobre la piel de toro adquirirían pujanza y significancia. Él, en Crónica de esa guapa gente, cumplido compendio de personajes patrios, dice actuar balzacquianamente, pero esa no sería su vía, sino más bien la de nuestros barrocos, estetizadores de la deformidad y deformadores de lo aparentemente egregio (p. 233).
Con respecto a la polémica que acompaña a Umbral sobre Galdós, a la pregunta de una periodista sobre si Umbral era un escritor galdosiano, el propio Diego Vadillo López apuntaba lo siguiente en dicha entrevista: “–Podríamos decir que tanto Galdós como Umbral son balzacquianos en el sentido de poner empeño en dejar retratada literariamente una sociedad y una época, divergiendo ambos en el modo de hacerlo, pues Galdós, aunque cuenta con pasajes de alto componente sugestivo en un sentido lírico en sus novelas, dicha voluntad de estilo queda circunscrita a la historia, a la que sin duda amabiliza, pero Umbral desliga el estilo de lo literariamente referido, haciéndolo brillar con luz propia, quedando la historia subyugada y, a la vez, realzada por este, si bien en un sentido opuesto a Galdós. Umbral siempre tuvo una muy viva voluntad experimentalista, por eso muchos afirman de él lo mismo que de Gómez de la Serna: que es un mal novelista en el sentido canónico del término. El propio Umbral se defendía, precisamente en su biografía de Gómez de la Serna, apuntando que, hacia la mitad, la novela se le obturaba a Ramón por exceso de dones (algo que también le sucedía a él). Quizá la intención de Umbral al denostar el realismo “galdobarojiano” era afirmar otro modo de afrontar la literatura, más estilístico, haciendo uso de una sintaxis y un léxico más autónomos, discriminados y esplendentes” 

### Columnista
Como columnista practicó una especie de costumbrismo desclasado y antiburgués que no renunciaba al yo más intensamente romántico e intentaba dar a lo cotidiano, en palabras de Novalis, la dignidad de lo desconocido, mezclando calle y cultura e impregnándose a veces de una desolada ternura. Como cronista político Umbral hizo gala, además, de una gran acidez y mordacidad y una increíble intuición para captar la epidermis oculta de los asuntos. En 1993 se vio envuelto en una agria polémica por llamar «paletos» a las personas de Aranda de Duero en el programa Queremos saber, de Antena 3. El candidato a la presidencia del gobierno José María Aznar había sido recibido en esta localidad en olor de multitudes mientras que Felipe González había sido abucheado en la Universidad por esos mismos días. En ese mismo programa se produjo también la célebre anécdota de «yo he venido a hablar de mi libro», en la que Umbral pidió la palabra para reclamar, de manera muy airada e insistente, que no se estaba abordando el tema de su libro La década roja como se le había prometido, mientras Mercedes Milá intentaba apaciguarle.
Otros pasajes de su trayectoria columnística quedan expuestos en el libro Ladrón de fuego de Gómez Calderón, profesor de la Universidad de Málaga que, hasta la fecha, ha realizado la aproximación más completa a la retórica del fecundo escritor madrileño.
El personaje de Octavio Saldaña de la novela de Juan Manuel de Prada Mirlo blanco, cisne negro está inspirado en parte en Francisco Umbral.
Entre sus influencias destacan Edmondo De Amicis, Alphonse Daudet, Blasco Ibáñez, Lord Byron, Valle-Inclán, Miguel Delibes, Camilo José Cela o Baudelaire.

## Obra
La obra de Umbral es trasversal y profundamente autobiográfica (él mismo ha dejado escrito que "No he hecho más que memorias en mi vida"), donde la diferenciación de estilos es compleja e imperfecta. A pesar de la difícil clasificación, hemos dividido su ingente obra en doce géneros literarios ordenados cronológicamente:

### Relatos
- Tamouré (1965)
- Las vírgenes (1969)
- Teoría de Lola (1977)
- Tatuaje (1991)
- Historias de amor y Viagra (1998)
- Treinta cuentos y una balada (2018)

### Novelas
- Días sin escuela (1965), novela corta
- Balada de gamberros (1965), novela corta
- Travesía de Madrid (1966)
- Si hubiéramos sabido que el amor era eso (1969)
- El Giocondo (1970)
- Las europeas (1970)
- Sinfonía borbónica (1987)
- El día que violé a Alma Mahler (1988)
- Un carnívoro cuchillo (1988)
- Nada en el domingo (1988)
- El fulgor de África (1989)
- Memorias borbónicas (1992)
- Madrid 650 (1995)
- Capital del dolor (1996)
- Los cuadernos de Luis Vives (1996)
- El socialista sentimental (2000)
- Un ser de lejanías (2001)
- Los metales nocturnos (2003)

#### Serie Francesillo (alter egode Umbral)
- Las ninfas (1975)
- Los helechos arborescentes (1980)
- Las giganteas (1982)
- Las ánimas del purgatorio (1982)
- Pío XII, la escolta mora y un general sin un ojo (1985)
- Leyenda del César Visionario (1991)
- Las señoritas de Aviñón (1995)
- La forja de un ladrón (1997)

### Ensayos
- Larra, anatomía de un dandy (1965)
- Lorca, poeta maldito (1968)
- Valle-Inclán (1968)
- Lord Byron (1969)
- Biografía completa de Marisol (1969)
- Miguel Delibes (1970)
- Lola Flores. Sociología de la petenera (1971)
- Las españolas (1974)
- Mis mujeres (1976)
- Tratado de perversiones (1977)
- Ramón y las vanguardias (1978)
- Fábula del falo (1985)
- El fetichismo (1986)
- La escritura perpetua (1989)
- El socialfelipismo. La democracia detenida (1991)
- Las palabras de la tribu (De Rubén Darío a Cela) (1994)
- Valle-Inclán: los botines blancos de piqué (1998)
- Los alucinados: personajes, escritores, monstruos. Una historia diferente de la literatura (2001)
- Cela: un cadáver exquisito (2002)
- ¿Y cómo eran las ligas de Madame Bovary? (2003)

### Artículos
- Amar en Madrid (1972)
- Spleen de Madrid (1972)
- Museo Nacional del mal gusto (1974)
- Crónicas antiparlamentarias (1974)
- Diario de un español cansado (1975)
- Suspiros de España (1975)
- España cañí (1975)
- Cabecitas locas, boquitas pintadas y corazones solitarios (1975)
- La guapa gente de derechas (1975)
- Crónicas postfranquistas (1976)
- Los políticos (1976)
- Las respetuosas (1976)
- Iba yo a comprar el pan... (1976)
- Las jais (1977)
- Teoría de Madrid (1980)
- Spleen, cuaderno de Madrid (1981)
- Spleen de Madrid 2 (1982)
- España como invento (1984)
- Mis queridos monstruos (1985)
- Memorias de un hijo del siglo (1987)
- Crónica de esa gente guapa. Memorias de la jet (1991)
- Del 98 a don Juan Carlos (1992)
- Mis placeres y mis días (1994)
- La derechona (1997)
- Los placeres y los días (2001)
- La república bananera USA (2002)
- Crónica de las tabernas leonesas (2004)
- El tiempo reversible. Crónicas de la Transición (2015)
- Diario de un noctámbulo (2015)
- Mis queridos políticos (2017)

### Memorias
- Memorias de un niño de derechas (1972)
- Los males sagrados (1973)
- Retrato de un joven malvado: memorias prematuras (1973)
- La noche que llegué al Café Gijón (1977)
- Los amores diurnos (1979)
- La bestia rosa (1981)
- A la sombra de las muchachas rojas (1981)
- El hijo de Greta Garbo (1982)
- Trilogía de Madrid (1984)
- Y Tierno Galván ascendió a los cielos (1990)
- Memorias eróticas: los cuerpos gloriosos (1992)
- La década roja. Memorias políticas, 1982-1992 (1993)
- Madrid 1940. Memorias de un joven fascista (1993)
- Los cuerpos gloriosos: memorias y semblanzas (1996)
- Madrid, tribu urbana (2000)
- Días felices en Argüelles (2005)
- Amado siglo XX (2007)

### Diarios
- Diario de un snob (1973)
- Mortal y rosa (1975)
- Mis paraísos artificiales (1976)
- Diario de un snob 2 (1978)
- Diario de un escritor burgués (1979)
- Los ángeles custodios (1981)
- La belleza convulsa (1985)
- Diario político y sentimental (1999)
- Un ser de lejanías (2001)
- Carta a mi mujer (2008)

### Diccionarios, guías
- Diccionario para pobres (1977)
- Diccionario cheli (1983)
- Guía de pecadore/as. Todos los que están (1986)
- Guía de la posmodernidad (1987)
- Guía irracional de España (1989)
- Diccionario de literatura. España, 1941-1995. De la posguerra a la posmodernidad (1995)

### Poesía
- Crímenes y baladas (1981)
- Obra poética, 1981-2001 (2009)

### Miscelánea
- Carta abierta a una chica progre (1973), divagaciones líricas
- Las cartas (1976), reedición del anterior añadiéndola una carta
- Caperucita y los lobos (1976), libro humorístico colectivo
- España de parte a parte (1976), libro humorístico colectivo
- Llorens Poy (1977), ensayo colectivo
- De Madrid al cielo (2000), libro colectivo de relatos
- Madrid XXI (2000), catálogo de fotografías con un texto de Umbral
- Ramón Masats (2002), catálogo de fotografías con un texto de Umbral
- Sofía Morales (2005), catálogo de pintura con un texto de Umbral

### Antologías
- La prosa y otra cosa. Antología (1977)
- La rosa y el látigo (1994)
- Hojas de Madrid (2008)

### Libros de conversaciones
- Francisco Umbral (1991), con Ángel-Antonio Herrera
- Umbral, vida, obra y pecados (2001), con Eduardo Martínez Rico
- Umbral: las verdades de un mentiroso ilustre (2003), con Eduardo Martínez Rico

### Biografía
- Umbral: el frío de una vida (2004), de Anna Caballé

Desde 1985 Umbral inició una serie de novelas sobre los hechos más importantes de la historia de España en el siglo XX, a semejanza de los Episodios nacionales de Benito Pérez Galdós para el siglo XIX.
También escribió un ensayismo muy personal en títulos como La escritura perpetua (De Rubén Darío a Cela) (1989), Las palabras de la tribu (1994), Diccionario de literatura (1995), Madrid, tribu urbana (2000) o Los alucinados (2001). En Cela: un cadáver exquisito (2002),  ofrece su personal interpretación del que fue su protector y amigo y en ¿Y cómo eran las ligas de Madame Bovary? (2003) ofrece una colección de cuarenta semblanzas breves de sus escritores preferidos. Como cronista, publicó Y Tierno Galván subió a los cielos (1990) donde analiza líricamente la transición política de España desde el fallecimiento de Franco en 1975 hasta el entierro de uno de los alcaldes más queridos de Madrid en 1986; en El socialfelipismo: la democracia detenida (1991) y  La década roja (1993), desmenuza la presidencia ejercida por Felipe González y en La República bananera USA, que versa sobre los hechos ocurridos el 11 de septiembre en Nueva York, la guerra de los Estados Unidos en Afganistán y el gobierno de George Bush (2002). Su preocupación por el lenguaje se muestra en el Diccionario para pobres (1977), el Diccionario cheli (1983) o Las palabras de la tribu (1994).
Ha publicado además ensayos biográficos y literarios con puntos de vista originales sobre autores clásicos de la literatura del XIX y del XX, como Larra, anatomía de un dandy (1965), Lorca, poeta maldito (1968), Ramón y las vanguardias (1978) y Valle-Inclán: los botines blancos de piqué (1997) y otras más bien divulgativas como Valle-Inclán (1968); Lord Byron (1969); Miguel Delibes (1970); Lola Flores, sociología de la petenera (1971).
Un capítulo especial en su producción literaria lo ocupan los libros autobiográficos, aunque la autobiografía inunda también toda su obra narrativa y periodística, e incluso se considera que ella es "el principal camino de acceso a su biografía". Cabe destacar La noche que llegué al café Gijón  (1977), Memorias eróticas (Los cuerpos gloriosos) (1992), El hijo de Greta Garbo (1977) y sus memorias periodísticas Días felices en Argüelles (2005).
Entre los libros de Umbral que mejor acogida crítica han tenido, figuran: Spleen de Madrid (1972), Memorias de un niño de derechas (1972), Retrato de un joven malvado (1973), Diario de un snob (1973), Mortal y rosa (1975), Las ninfas (1976), Mis paraísos artificiales (1976), La noche que llegué al Café Gijón (1977), Diario de un escritor burgués (1979), Los helechos arborescentes (1980), El hijo de Greta Garbo (1982), Trilogía de Madrid (1984), Mis queridos monstruos (1985), Y Tierno Galván ascendió a los cielos (1990), El socialfelipismo: la democracia detenida (1991), Leyenda del César Visionario (1991), La década roja (1993), Los cuadernos de Luis Vives (1996), Valle-Inclán: los botines blancos de piqué (1998), Un ser de lejanías (2001) y Días felices en Argüelles (2005).

## Reconocimientos

### Premios
Obtuvo el Premio Nacional de Cuentos Gabriel Miró en 1964 con Tamouré y fue finalista del premio Guipúzcoa el mismo año por su novela corta Balada de gamberros. En 1965 su cuento Días sin escuela consigue el Premio Provincia de León. A fines de los sesenta es finalista del Premio de Cuentos Tartessos por Marilén otoño-invierno. También es finalista del Premio Elisenda de Moncada por Si hubiéramos sabido que el amor era eso (1969).
En 1975 obtiene el Premio Carlos Arniches de la Sociedad General de Autores y ese mismo año el Premio Nadal de novela por Las Ninfas.
Ya en los años 80 obtiene el Premio González Ruano de Periodismo (1980) por su artículo El trienio, publicado durante su etapa en El País. Fue finalista del Premio Planeta en 1985 con Pío XII, la escolta mora y un general sin un ojo.
En 1990 obtiene el Mariano de Cavia por su artículo periodístico Martín Descalzo, ya de su etapa en El Mundo y el Premio Antonio Machado con su narración corta Tatuaje. En 1992 su novela Leyenda del César visionario obtuvo el Premio de la Crítica 1991. En 1994 logra el Premio Juan Valera de literatura epistolar y el VII Premio Nacional de Periodismo de la Fundación Institucional Española. En 1995 recibe el Premio Francisco Cerecedo de la Asociación de Periodistas Europeos. En 1996 es Premio Príncipe de Asturias de las Letras; en 1997 es premio Fernando Lara por La forja de un ladrón. En 1997 el Ministerio de Cultura le otorga el Premio Nacional de las Letras Españolas por el conjunto de su obra y se le conceden la Medalla de Oro del Círculo de Bellas Artes de Madrid y el premio León Felipe a la Libertad de Expresión. Fue nombrado doctor honoris causa por la Facultad de Ciencias de la Información de la Universidad Complutense de Madrid (1999). En el año 2000 obtuvo el Premio Cervantes y en 2003 el Premio de periodismo Mesonero Romanos.
| Predecesor: Jorge Edwards | Premio Miguel de Cervantes 2000 | Sucesor: Álvaro Mutis |

### Homenajes
2020 Anatomía de un Dandy. Película documental española de los directores Charlie Arnaiz y Alberto Ortega.